# آپاچی (اکلاهما)
آپاچی(به انگلیسی: Apache) شهری در ایالت اکلاهما کشور ایالات متحده آمریکا است که جمعیت آن در سرشماری سال ۲۰۱۰ میلادی، ۱٬۴۴۴ نفر بوده‌است.